# Блінайте-Кярнагене Гражина Вірджинія
Гражина Блінайте-Кярнагене (8 квітня 1918 — 25 квітня 2013) — литовська театральна актриса, що народилась в Україні.

## Біографія
Народилася в Одесі, де її батько Домінікас Іонас Блінас працював у банку. Через прихід до влади більшовиків родина в тому ж році повернулася у Литву у Каунас.
В 1935—1940 роках Гражина вивчала право в Університеті Вітовта Великого. Одночасно в 1937 році закінчила театральну студію Державного театру в Каунасі.
У 1937—1940 роки вона була актрисою Державного театру в Каунасі. Чи не півстоліття з 1940 до 1984 року з перервами вона грала на сцені  Вільнюського державного драматичного театру. Гражина увійшла в першу трупу театру, утвореного в березні 1940 року. Там же вона познайомилася зі своїм майбутнім чоловіком Александрасом Кярнагісом.
Померла Гражина Блінайте-Кярнагене 25 квітня 2013 року.

### Родина
- Батько — банкір і публіцист Домінікас Іонас Блінас (1877—1933).
- Чоловік — актор Александрас Кярнагіс (1911—1980).
- Син — композитор Вітаутас Кярнагіс (1951—2008).

## Творчість

### Роботи в театрі
- 1938 — «Хатина дядька Тома» (Р. Бічер-Стоу) — няня
- 1940 — «Надія» (Р. Хейерманс) — Йо
- 1943 — «Сімнадцятиріччя» (М. Дреєр) — Анна-Марія
- 1944 — «Гігант» (Р. Біллінгер) — Манішка
- 1949/1970 — «Кицин дім» (С. Я. Маршак) — Коза
- 1949 — «Слуга двох панів» (К. Гольдоні) — Беатріче
- 1962 — «Орфей спускається в пекло» (Т. Вільямс) — Доллі Хама
- 1980 — «Острів жебраків» (К. Сай) — Барбяле
- 1982 — «Утоплена» (А. Венуолис) — Шляжене

### Фільмографія
- 1959 — Юлюс Яноніс (лит. Julius Janonis) — епізод
- 1961 — Коли зливаються річки (лит. Kai susilieja upės) — епізод
- 1972 — Геркус Мантас (лит. Herkus Mantas) — епізод (в титрах Р. Кярнагене)
- 1990 — Діти з готелю «Америка» (лит. Vaikai iš "Amerikos" viešbučio) — сусідка по будинку (в титрах Р. Кярнагене)
- 1997 — Будинок (порт. A Casa; Литва, Португалія, Франція)